# Chandur Railway
Chandur Railway es una ciudad y  municipio situada en el distrito de Amravati en el estado de Maharashtra (India). Su población es de 19776 habitantes (2011). 

## Demografía
Según el censo de 2011 la población de Chandur Railway era de 19776 habitantes, de los cuales 9982 eran hombres y 9794 eran mujeres. Chandur Railway tiene una tasa media de alfabetización del 91,12%, superior a la media estatal del 82,34%: la alfabetización masculina es del 93,96%, y la alfabetización femenina del 88,22%.